# C'mon and Love Me
Singles de Kiss
Rock and Roll All Nite
(1975) Shout It Out Loud
(1976)
C'mon and Love Me est une chanson du groupe américain de hard rock Kiss issue de l'album Dressed to Kill, et parue en single en 1975. La chanson a été écrite et composée par Paul Stanley, Stanley chante sur le titre et joue également le solo de guitare, habituellement exécuté par Ace Frehley.
Écrit en moins d'une heure, le titre fut inspiré d'une chanson des Moody Blues, Question. Le titre fut interprété pour la première fois en live le 21 mars 1975 au Beacon Theatre à New York.

## Composition du groupe
- Paul Stanley – guitare solo, chants
- Ace Frehley – guitare rythmique & solo
- Gene Simmons – basse
- Peter Criss – batterie